# Seue Peaks
Die Seue Peaks sind eine Gruppe von Bergen an der Loubet-Küste des Grahamlands im Norden der Antarktischen Halbinsel. Sie ragen auf der Arrowsmith-Halbinsel zwischen dem Bentley Crag und dem Mount Rendu auf.
Das UK Antarctic Place-Names Committee benannte sie 1960 nach dem norwegischen Landvermesser und Glaziologen Christian Martini de Seue (1841–1895), einem Pionier der Gletscherforschung in Norwegen.